# Klapkalnciems
Klapkalnciems, nebo Klapkalns a německy Kneis, je vesnice na pobřeží Rižského zálivu Baltského moře v Engures pagasts v kraji Tukums v regionu Kurzeme v Lotyšsku. Na pobřeží sousedí s vesnicemi Ragaciems a Apšuciems.

## Geografie
Vesnicí prochází silnice P128 vedoucí z Jūrmaly do Talsi a protéká jí řeka Lāčupe/Lāčupīte, která zde ústí do Baltského moře. Známé jsou také místní písková pláž Klapkalnciems a populární Camping Ronīši, který je zároveň sportovním a rekreačním střediskem Rižské technické univerzity (Rīgas Tehniskā universitāte). Vesnice je v těsné blízkosti populárního Národního parku Ķemeri. Nachází se zde také cyklotrasy a turistické trasy. V roce 2021 zde žilo 190 obyvatel.

## Historie
Původně rybářská vesnice je zakreslena na mapě z roku 1798. Během první světové války a druhé světové války zde probíhaly těžké boje, o cemž také svědčí místní památníky padlým vojákům. Natáčel se zde také film Zvejnieka dēls (Rybářův syn).

## Galerie

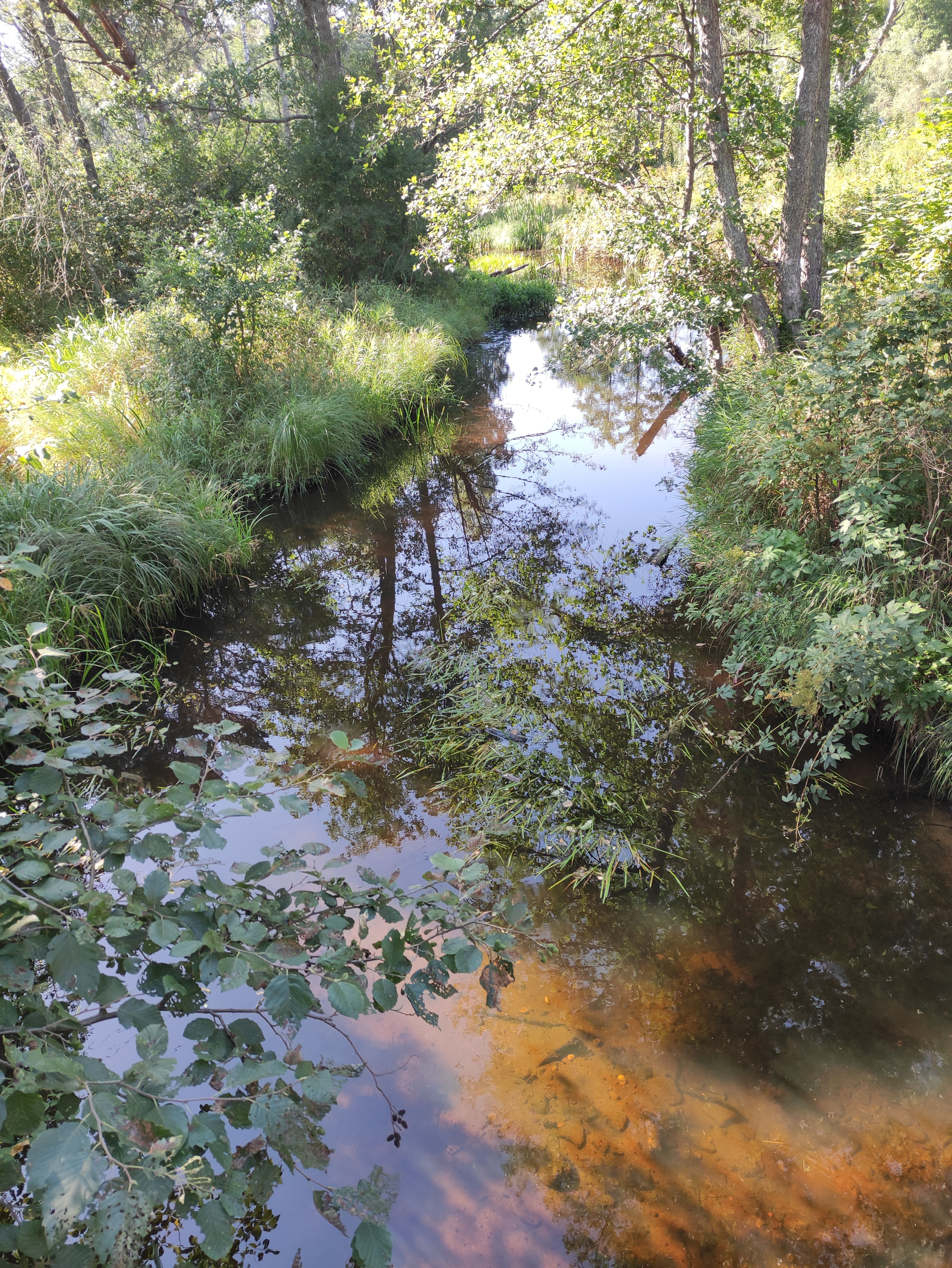
řeka Lāčupe/Lāčupīte
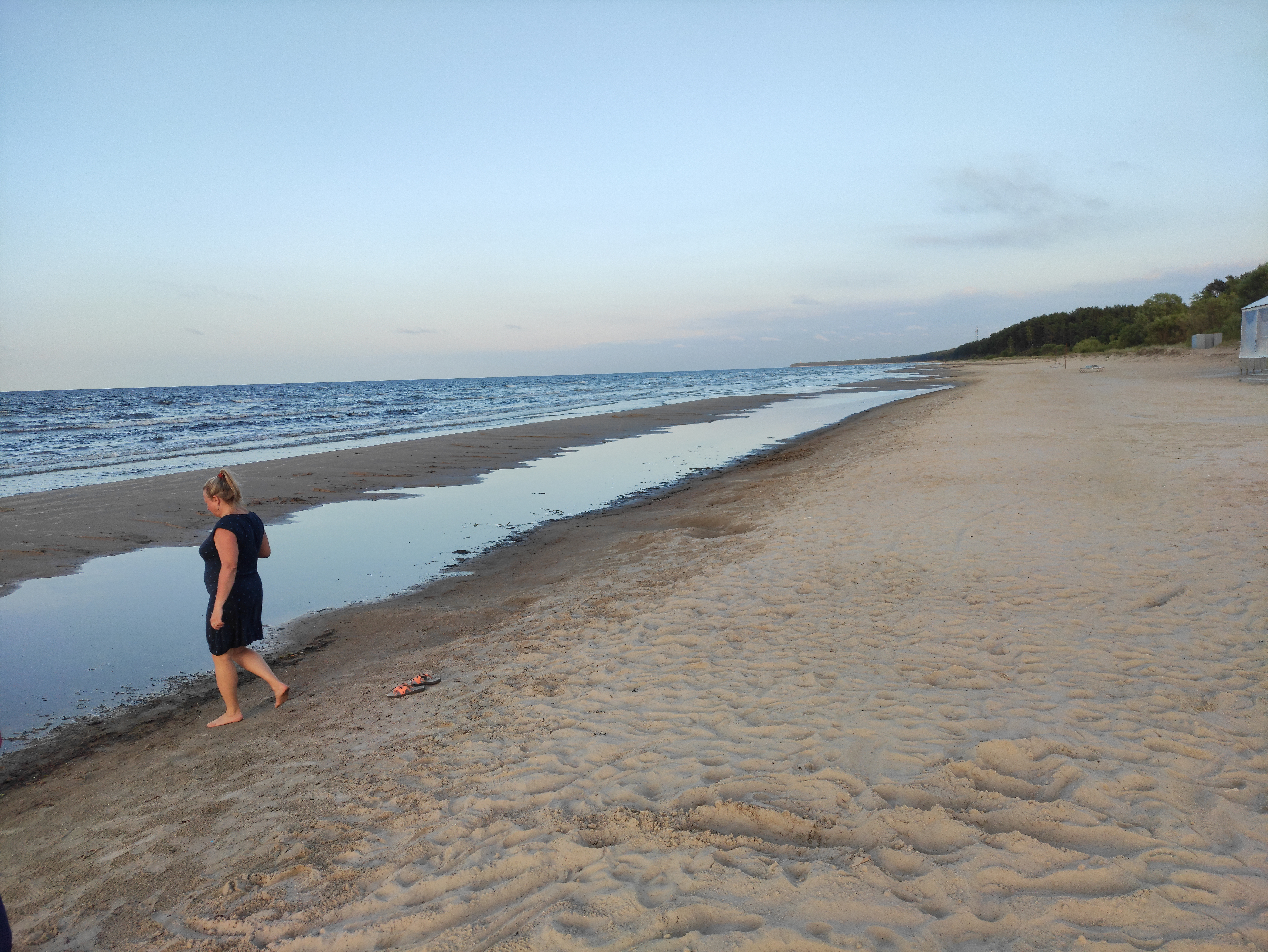
Pláž
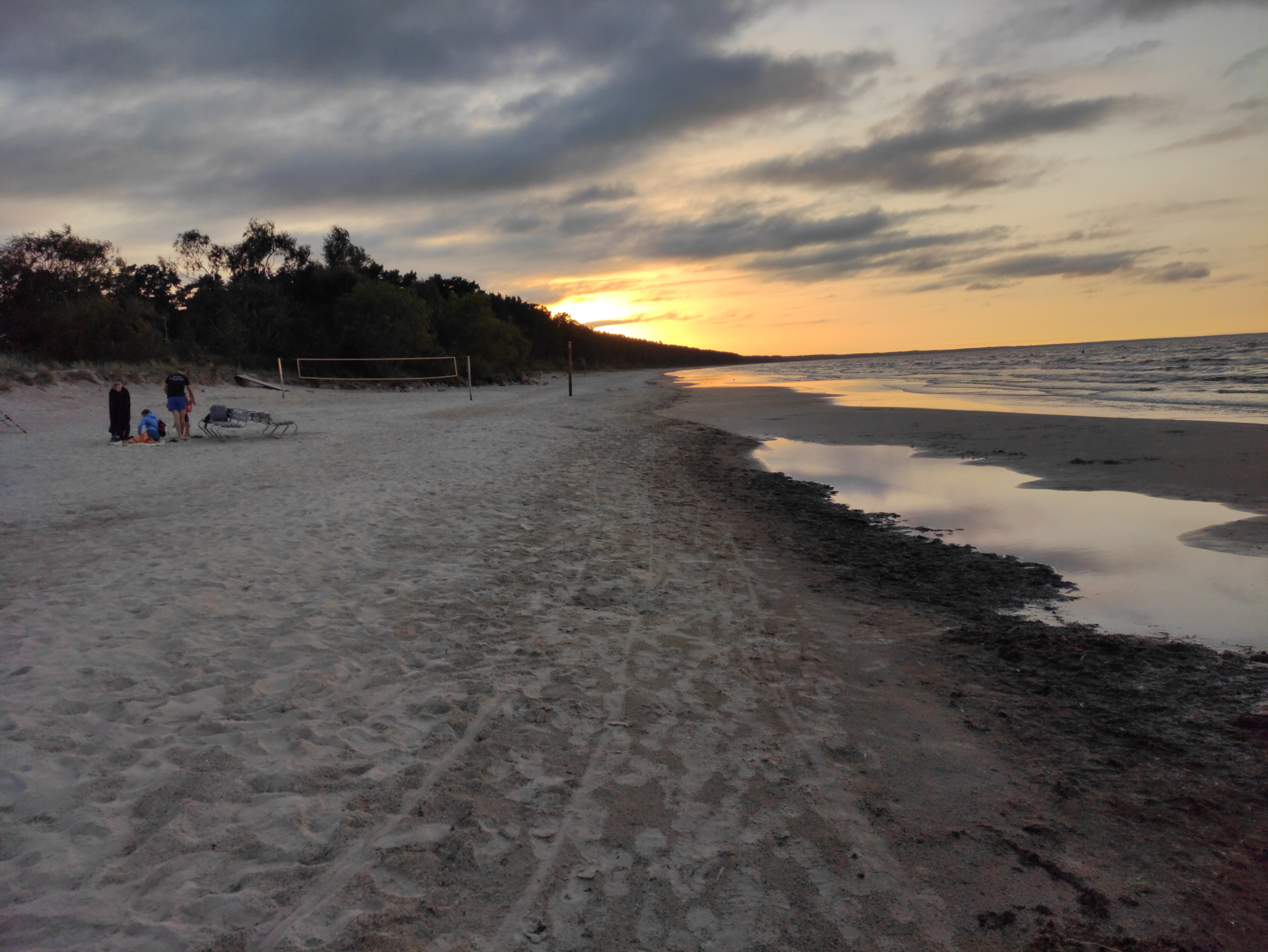
Pláž
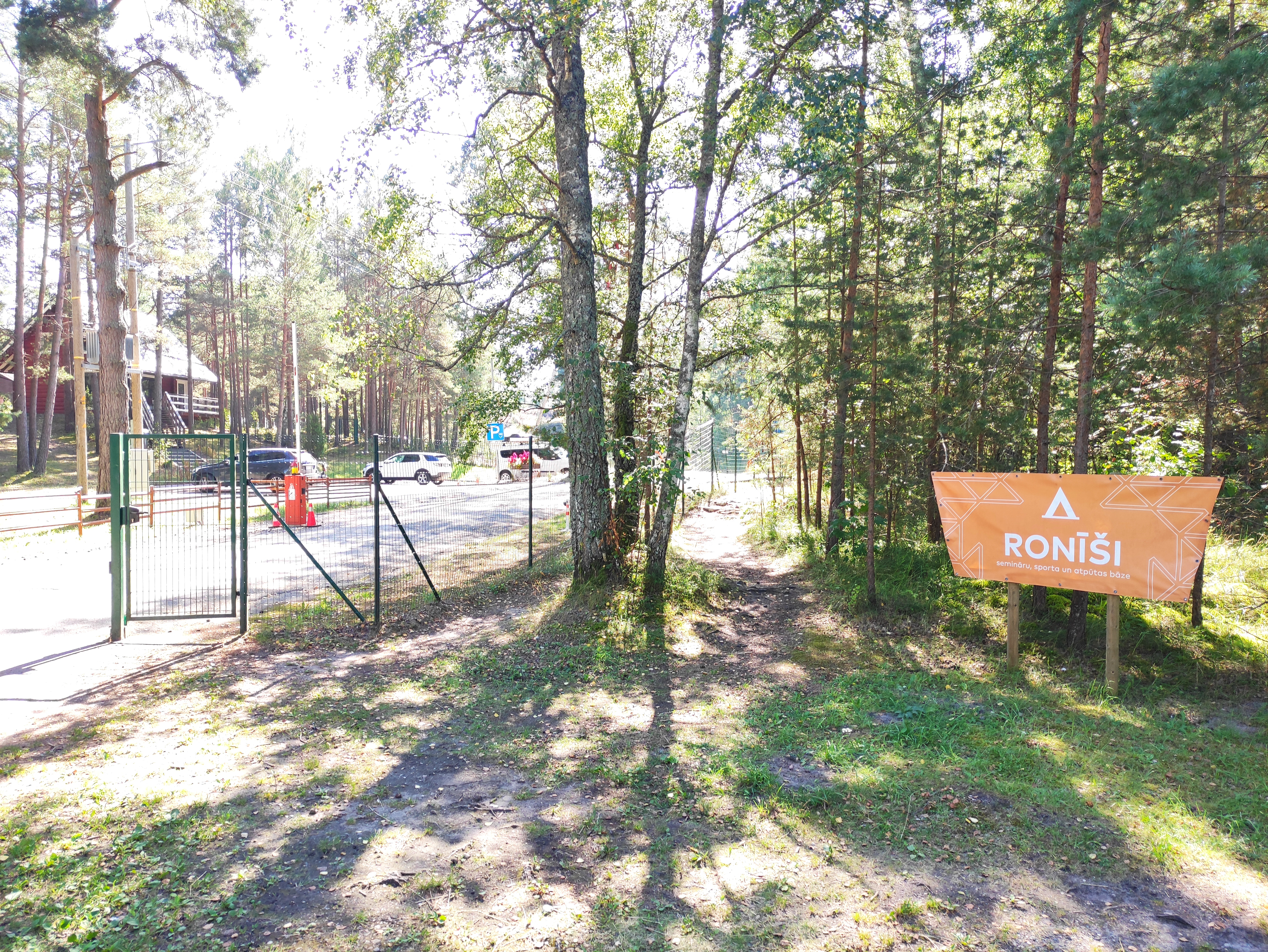
Camping Ronīši
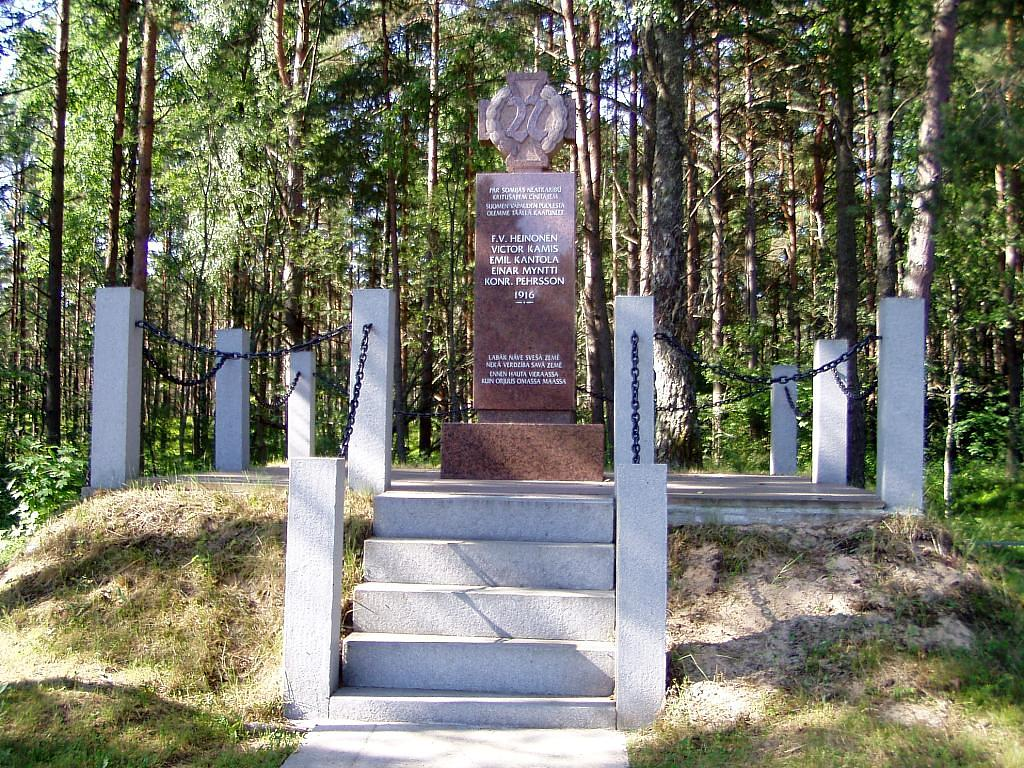
Památník padlým vojákům